# Kapusteanî, Nova Ușîțea
Kapusteanî (în ucraineană Капустяни) este localitatea de reședință a comunei Kapusteanî din raionul Nova Ușîțea, regiunea Hmelnîțkîi, Ucraina.

## Demografie
Componența lingvistică a localității Kapusteanî
     Ucraineană (99,36%)
     Alte limbi (0,64%)
Conform recensământului din 2001, majoritatea populației localității Kapusteanî era vorbitoare de ucraineană (99,36%), existând în minoritate și vorbitori de alte limbi.